# 1883
Промислова революція •  Колоніальні імперії •  Національно-визвольні рухи • Робітничий рух

## Геополітична ситуація
У Росії царює імператор Олександр III (до 1894). Російській імперії належить більша частина України, значна частина Польщі, Бессарабія, Закавказзя, Фінляндія, Бухарське ханство, Хівинське ханство. Україну розділено між двома державами — Королівство Галичини та Володимирії належить Австро-Угорщині, Правобережжя, Лівобережжя та Крим — Російській імперії.
В Османській імперії править султан Абдул-Гамід II (до 1909). Під владою османів перебувають Близький Схід, Середземноморське узбережжя Північної Африки частина Балкан, автономна Болгарія.
В Австро-Угорщині править Франц-Йосиф I (до 1916). Імперія охоплює, крім австрійських та угорських земель, Хорватію, Трансильванію, Богемію. Німецьку імперію очолює Вільгельм I (до 1888). Баварське королівство — Людвіг II (до 1886).
У Франції при владі Третя французька республіка. Франція має колонії в Алжирі, Карибському басейні, Південній Америці в Індокитаї та Індії. Королівство Іспанія очолює Альфонс XII (до 1885). Іспанії належать частина островів Карибського басейну, Філіппіни. У Португалії править Луїш I (до 1889). Португалія має володіння в Африці, Індії, Індійському океані й Індонезії.
У Великій Британії триває Вікторіанська епоха — править королева Вікторія (до 1901). Британська імперія має колонії в Північній Америці, на Карибах, в Африці та Індії. Королівство Нідерланди очолює Віллем III (до 1890). Король Данії та Норвегії — Кристіан IX (до 1906), Оскар II сидить на шведському троні (до 1907), на троні Королівства Італія — Умберто I (до 1900).
Бразильську імперію очолює Педру II (до 1889). Честер Алан Артур обіймає посаду президента США. Територію на півночі північноамериканського континенту займає Канадська конфедерація (домініон Великої Британії), територія на півдні континенту належить Мексиці.
В Ірані при владі Каджари. Владу над Індостаном утримує Британська корона. У Бірмі править династія Конбаун, у В'єтнамі — династія Нгуєн, у Сіамі — династія Чакрі. У Китаї володарює Династія Цін. В Японії триває період Мейдзі.

## Події

### В Україні
- У Львові з ініціативи Василя Нагірного й Аполлона Ничая створено перший в Україні кооператив «Народна торгівля».
- Михайло Старицький видав у Києві альманах «Рада».
- У Харкові відкрилося музичне училище.

### У світі
- 13 червня прем'єр-міністром Швеції став Карл Йоган Тиселіус.
- 26 серпня відбулося виверження вулкана Кракатау, що створило найгучніший історично відомий звук.
- 20 жовтня підписанням мирного договору між Перу та Чилі закінчилася Тихоокеанська війна.

### В суспільному житті
- Підписано Паризьку конвенцію про охорону промислової власності.
- У Нью-Йорку відкрито Бруклінський міст.
- У США і Канаді прийнято проєкт часових поясів.
- Засновано
  - Журнал Лайф у США.
  - Обсерваторію Гонконгу.
  - Техаський університет в Остіні.
  - Торгову мережу Kroger у США.
  - Компанію АСЕА у Швеції.
- Почав курсувати Східний експрес.
- Почалося будівництво Шпайхерштадту в Гамбурзі.
- Отто фон Бісмарк провів у рейхстазі перший закон про соціальне страхування.

### У науці та інженерії
- Роберт Кох відкрив збудника холери.
- Сванте Август Арреніус розробив теорію електролітичної дисоціації.
- Френсіс Гальтон запровадив поняття євгеніка.
- Осборн Рейнольдс популяризував використання числа Рейнольдса.

### У мистецтві
- Карло Коллоді надрукував «Пригоди Піноккіо».
- Гі де Мопассан опублікував роман «Життя».
- Фрідріх Ніцше видав першу частину книги «Так мовив Заратустра».
- П'єр-Огюст Ренуар написав картину «Танок у Буживалі».
- Завершилося будівництво Віденської ратуші
- Антоніо Гауді розпочав спорудження в Барселоні Храму Святого Сімейства.

### У спорті
- У швейцарському Давосі відбулися перші організовані змагання з санного спорту.
- Збірна Англії з регбі виграла перший Турнір домашніх націй.
- У Шотландії проведено перший турнір з регбі-7.
- Відбулося перше родео.

## Народились
Див. також Категорія:Народились 1883
- 10 січня — Толстой Олексій Миколайович, російський письменник
- 23 лютого — Віктор Флемінг, американський режисер
- 1 березня — Асакура Фуміо, японський скульптор
- 16 березня — Соня Грін, американська письменниця, видавець-аматор українського походження, дружина Говарда Лавкрафта
- 1 квітня — Лон Чейні, американський актор
- 25 квітня — Будьонний Семен Михайлович, російський військовий діяч, маршал
- 30 квітня — Ярослав Гашек, чеський письменник
- 13 червня — Артур Ернест Гведел, американський анестезіолог та винахідник.
- 3 липня — Франц Кафка, австрійський письменник
- 19 липня — Макс Флейшер, американський кінорежисер і продюсер
- 29 липня — Беніто Муссоліні, ідеолог фашизму, диктатор Італії (1922–1945)
- 8 серпня — Власовський Іван Федорович, церковний та громадський діяч, член Товариства імені Петра Могили в Луцьку, член комісії з перекладу богослужбових книг, учасник українізації православного церковного життя на Волині 1920—1930-х рр. (пом. 1969)
- 9 грудня — Лузін Микола Миколайович, російський математик, основоположник школи теорії функцій
- 16 грудня — Макс Ліндер, відомий французький актор-комік, один з найпопулярніших «королів сміху» часів німого кіно. Сценарист, режисер та художній керівник багатьох короткометражних фільмів. Президент Асоціації кіноакторів (1925 рік).

## Померли
Дивись також Категорія:Померли 1883
- 27 серпня — Олексій Миколайович Савич, український астроном і геодезист